# Adhour Hordmidz
Adhur Hordmidz (ou Adrormizd pour les Arméniens) est le troisième marzbân d'Arménie, de 452 à 465.

## Origine
Son origine est incertaine. Krikor Jacob Basmadjian le considère comme un Arméno-persan. Pour René Grousset, il est Iranien. Cyrille Toumanoff le considère comme un Arsacide d'Arménie, sans déterminer la parenté avec les autres membres de cette famille.

## Biographie
Il est nommé marzbân d'Arménie par Yazdgard II, roi sassanide de la Perse, après que ce dernier a destitué Vasak de Siounie, le précédent marzban, et surtout après une importante révolte arménienne, causée par une tentative d'imposer de force le mazdéisme à l'Arménie.
Yazdgard convoque les principaux nakharark, responsables de la révolte, à la cour de Perse pour les châtier et les retenir en otage, afin de s'assurer de la docilité de la féodalité arménienne. Pendant ce temps, Adhur Hordmidz pratique en Arménie une politique d'apaisement, principalement en matière religieuse. Il convoque les principaux chefs de l'Église d'Arménie pour s'informer de la situation et rappelle les bannis, fugitifs et émigrés à qui il fait rendre leurs biens confisqués.
Pendant les années qui suivent, les otages sont progressivement libérés. Les derniers nakharark retenus reviennent en Arménie en 464. Adhour Gouchnasp est nommé marzban l'année suivante.